# Права ЛГБТ в Тринидаде и Тобаго
Лесбиянки, геи, бисексуалы и трансгендеры (ЛГБТ) в Тринидад и Тобаго сталкиваются с юридическими проблемами, которых не испытывают остальные жители этой страны.
В апреле 2018 года Высший суд Тринидада и Тобаго объявил Закон о содомии неконституционным, поскольку он ущемлял права представителей ЛГБТ и предусматривал уголовную ответственность за половой акт между однополыми совершеннолетними лицами по обоюдному согласию. Закон предусматривает, что лица, признанные виновными, будут приговорены к 25 годам тюремного заключения, в то время как другие сексуальные действия (например, оральный секс) влекут за собой пятилетний срок. В 2016 году премьер-министр Кит Роули заявил, что «государство обязано защищать всех граждан, независимо от того, с кем они спят».

## Законность однополых сексуальных отношений
Уголовный кодекс запрещал анальный и оральный секс между однополыми лицами до отмены судебного запрета в 2018 году.
До 2018 года статья 13 Закона 1986 года о сексуальных преступлениях (ужесточен в 2000 году) предусматривала уголовную ответственность за «содомию» с тюремным заключением сроком на 25 лет. Теоретически, закон также предусматривал наказание за оральный и анальный секс между гетеросексуальными партнёрами.

### Исполнение судебных решений
Правительство Тринидада и Тобаго не преследовало гомосексуалов в соответствии с Законам о содомии, однако в отдельных случаях некоторые лица были обвинены и осуждены за такие преступления наряду с другими серьезными преступлениями.

### Попытки декриминализации
21 февраля 2017 года рожденный в Тринидаде ЛГБТ-активист Джейсон Джонс подал в Высший суд Тринидада и Тобаго иск о признании как Статьи 13, так и Статьи 16 недействительным. Слушание по этому делу состоялось 30 января 2018 года. До вынесения приговора евангелические группы призвали Высший суд сохранить закон без изменений, назвав однополые браки «раком» и заявив, что «Бог обрушит свой гнев на Тринидад и Тобаго и это приведет к стихийным бедствиям». Они утверждали, что если представители ЛГБТ больше не будут считаться преступниками, то это оскорбит религиозные убеждения евангелистов.
Решение было вынесено судьей Девиндрой Рамперсад 12 апреля 2018 года. Рамперсад отменил статьи 13 и 16 Закона о сексуальных преступлениях и постановил, что закон нарушает права человека на неприкосновенность частной жизни и свободу выражения мнений. Он объявил эти два раздела являются «неконституционными, незаконными, недействительными и бесполезными» и сравнил предрассудки против геев с предрассудками против чернокожих во время апартеида и против евреев во время Холокоста. ЛГБТ-активисты, собравшиеся возле здания суда, приветствовали решение. Позднее в тот же день некоторые сторонники ЛГБТ подверглись физическому насилию со стороны протестующих против геев.

### Признание однополых пар
Тринидад и Тобаго не признает однополые браки или гражданские союзы. В июле 2018 года судья Фрэнк Сиперсад из Высшего суда Сан-Фернандо утвердил постановление о разрешении имущественного спора между двумя партнёрами-геями, у которых были как личные, так и деловые отношения. Ссылаясь на то, что равенство перед законом в вопросах собственности и наследования не должно различаться у гомосексуальных и гетеросексуальных партнёров, Сиперсад отметил неравный статус в соответствии с действующим законодательством. Стороны в судебном разбирательстве разработали соглашение для урегулирования имущественного спора. Если бы они не достигли соглашения, Сиперсад предупредил, что «суду пришлось бы полагаться на закон о трастах и принимать новаторские или радикальные действия, чтобы обеспечить разработку общего права для определения того, что происходит с собственностью после расторжения гомосексуального союза».

## Усыновление и воспитание детей
Однополые пары не могут законно усыновить детей в Тринидаде и Тобаго.
Несмотря на то, что это прямо не запрещено и не регулируется законом, Барбадосский центр фертильности предлагает процедуры искусственного оплодотворения для лесбийских пар и суррогатное материнство для геев мужского пола.

## Исполнение судебных решений
Закон, запрещающий иммиграцию, не применяется.
В 2007 году была проведена кампания местной англиканской церкви во главе с архидьяконом Филиппом Исааком против въезда британского музыканта Элтона Джона в страну. Парламент Тринидада и Тобаго отклонил просьбу запретить въезд Элтону Джону, и концерт состоялся, как и планировалось, в мае 2007 года.

## Общественное мнение
Опрос, проведенный Университетом Вандербильта в 2010 году, показал, что 15,4 % населения страны поддерживают однополые браки.
Опрос UNAIDS, проведенный в 2013 году, показал, что 78 % людей в Тринидаде и Тобаго считают, что дискриминация по признаку сексуальной ориентации недопустима, тогда как 56 % считают себя терпимыми к гомосексуалам.

## Социальные условия
Тринидад и Тобаго считается «относительно безопасным» местом для геев.

### Активизм
В Тринидаде и Тобаго существует несколько ЛГБТ-организаций. Коалиция за интеграцию сексуальной ориентации (CAISO) была основана в 2009 году после исследования, проведенного в 2009 году Университетом Вест-Индии для Министерства социального развития, в котором был сделан вывод о том, что четверо из пяти тринбагонцев верили в то, что следует отказывать людям в правах, основываясь на их сексуальной ориентации. CAISO стремится стимулировать общественное обсуждение вопросов сексуальности и включить сексуальную ориентацию в законодательство по защите от дискриминации.
Другие активистские группы ЛГБТ включают I Am ONE, которая стремится удовлетворить потребности женщин и сексуальных меньшинств путем создания сообщества и обеспечения безопасных пространств, образования и платформ для расширения прав и возможностей, фонд Silver Lining, который стремится положить конец буллинга ЛГБТ-молодежи, и проект FreePride, который выступает за равенство, права человека и благополучие маргинализованного негетеросексуального сообщества. Коалиция транс-людей Тринидад и Тобаго выступает от имени трансгендерных людей.
Первый прайд-парад в Тринидад и Тобаго был организован 27 июля 2018 года в парке Нельсона Манделы в Порт-оф-Спейн. Выражая свое мнение о марше, римско-католический архиепископ преподобный Джейсон Гордон сказал: «Тринидад и Тобаго — это демократическая страна, и члены общества имеют право протестовать, когда считают, что их права не отстаиваются и нарушаются. Сообщество ЛГБТ+ имеет несколько областей, в которых есть законные основания для беспокойства, и они должны быть серьезно восприняты страной, правительством и гражданами».